# Naach

Naach est un film indien réalisé par Ram Gopal Varma, sorti en Inde en 2004.

## Synopsis
Reva (Antara Mali), passionnée de danse, souhaite devenir chorégraphe à Bollywood, tandis qu’Abhinav (Abhishek Bachchan) rêve de devenir une star de Bollywood. Tous deux se rencontrent à la suite d’un casting pour un film. Abhinav, ne sachant pas danser, demande à Reva de lui enseigner les bases de la danse, pour qu’il puisse obtenir enfin un premier rôle. Reva, qui doit faire face à des problèmes d’argent, accepte de servir de professeur à Abhinav. Une relation amoureuse s’installe rapidement entre eux deux. Abhinav décroche son premier rôle et devient vite célèbre tandis que Reva ne décroche toujours aucun contrat. Cette situation crée la discorde dans le nouveau couple, d’autant plus que les ambitions artistiques de chacun diffèrent : Reva souhaite être reconnue pour son talent et ne veut travailler que sur des projets novateurs, loin des chorégraphies habituelles de Bollywood. Abhinav ne recherche que la célébrité sans se soucier des rôles qu’il doit interpréter. La séparation arrive lorsque Reva refuse l’aide d’Abhinav pour décrocher enfin un contrat.

## Fiche technique
- Titre : Naach (littéralement Danses)
- Langues : Hindî
- Scénario : Sulekha Bajpai, Musharaff Ali Khan et Pooja Ladha Surti
- Réalisateur : Ram Gopal Varma
- Pays : Inde
- Sortie : 2004 (Inde)
- Musique : Amar Mohile, Nitin Raikwar, Shailendra-Swapnil
- Paroles : Nitin Raikwar, Taabish Romani, Jaideep Sahni, Makarand Deshpande (en)
- Producteur : Chitra Subramaniam, Ram Gopal Varma
- Chorégraphes : Raoul & Maitria, Shabina Khan, Terrence Lewis, Harshall-Vitthal
- Costumes : Gavin Miguel, Shefalina

## Distribution
- Antara Mali : Reva
- Abhishek Bachchan : Abhinav
- Ritesh Deshmukh : Diwakar